# Dei Consentes portik

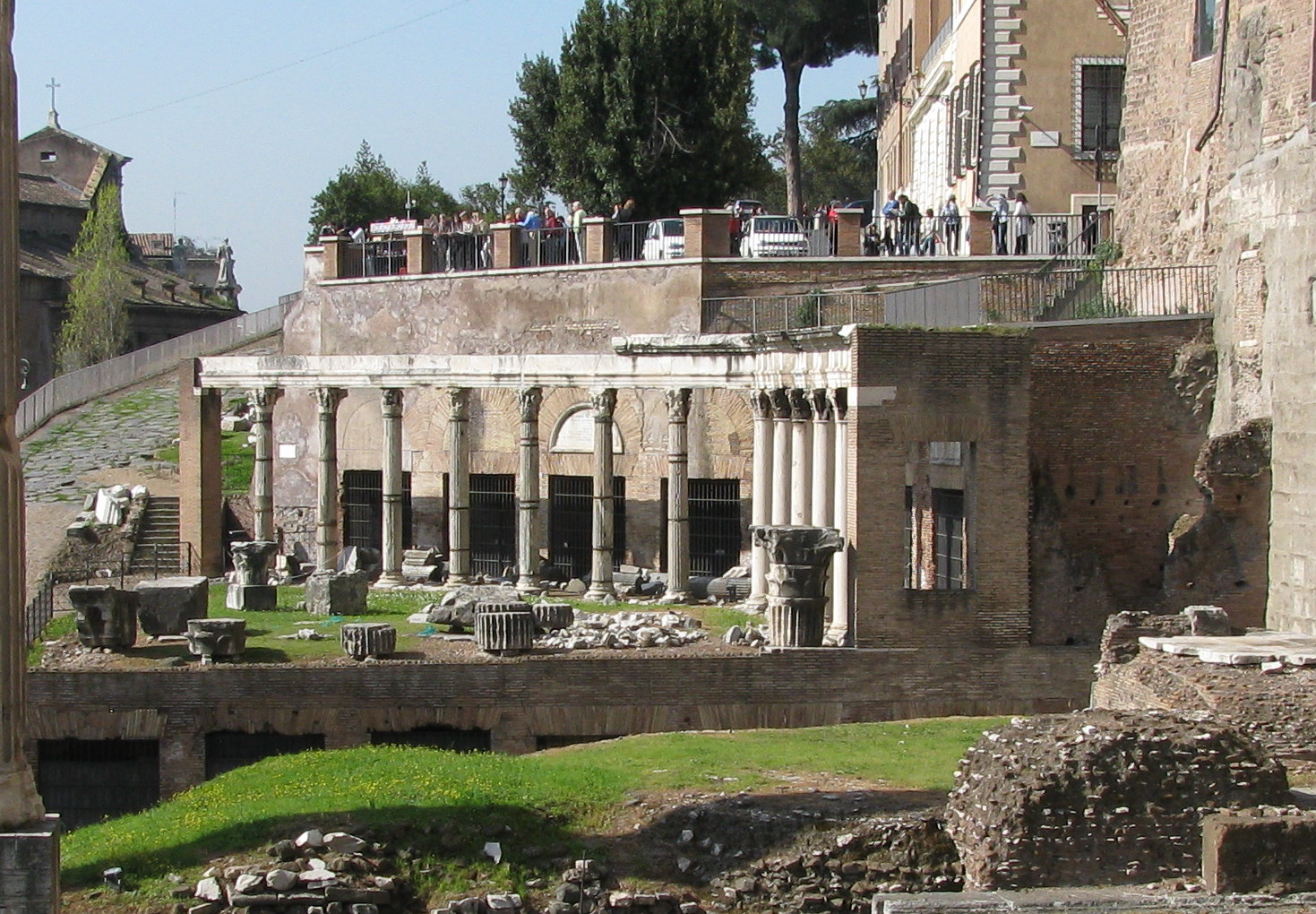
Dei Consentes portik.

Dei Consentes portik, latin Porticus deorum consentium, "de harmoniska gudarnas portik", är en portik på Forum Romanum i Rom, belägen i sluttningen mot Capitolium, nära Vespasianustemplet.
Portiken är dedicerad åt den olympiska gudaskaran och uppfördes troligtvis under Hadrianus kejsartid (117–138 e.Kr.). Dock framgår det av en inskription på frisen, att komplexet restaurerades av senatorn Vettius Agorius Praetextatus, som var Roms prefekt år 367.
Kulten av "de harmoniska gudarna" hade introducerats i Rom i samband med det andra puniska kriget i slutet av 200-talet f.Kr. Statyer av tolv gudar stod uppställda parvis i portikens omedelbara närhet: Jupiter och Juno, Neptunus och Minerva, Mars och Venus, Apollon och Diana, Vulcanus och Vesta, Merkurius och Ceres. Portiken har tolv kannelerade korintiska kolonner i marmor.
Den nuvarande portiken är till stor del en modern rekonstruktion i travertin. Ungefär samtidigt med restaureringen år 367 lät man även rusta upp det närbelägna Saturnustemplet. När kristendomen senare blev statsreligion, torde templen på Forum Romanum ha stängts.